# Heimita
La heimita és un mineral de la classe dels fosfats. Rep el nom en honor d'Albert Heim (1849–1937), geòleg suís, professor a l'ETH Zurich i autor de Geologie der Schweiz (1919–1922).

## Característiques
La heimita és un arsenat de fórmula química PbCu₂(AsO₄)(OH)₃(H₂O)₂. Va ser aprovada com a espècie vàlida per l'Associació Mineralògica Internacional l'any 2022, i publicada en el mes de gener de 2024. Cristal·litza en el sistema monoclínic.
L'exemplar que va servir per a determinar l'espècie, el que es coneix com a material tipus, es troba conservat al museu mineralògic del leibniz-institut zur analyse des biodiversitätswandels d'Hamburg (Alemanya), amb el número de registre: ro3701.

## Formació i jaciments
Va ser descoberta al dipòsit de Grosses Chalttal, a l'àrea de Chalttal, dins el municipi de Glarus Nord, (Glarus, Suïssa), sent aquest l'únic indret de tot el planeta on ha estat descrita aquesta espècie mineral. Es presenta com un mineral secundari associat principalment amb bayldonita i crisocol·la, formant cristalls transparents prismàtics, de color verd o blau pàl·lid.